# Wenzel Goldbaum
Wenzel Goldbaum (19 de septiembre de 1881, Łódź, Imperio Ruso-15 de mayo de 1960, Lima, Perú) fue un abogado, jurista y dramaturgo. Influyó en el desarrollo del derecho de autor, tanto en Alemania como en el ámbito internacional.

## Biografía
Wenzel Goldbaum procedía de una familia judía. Durante su infancia se mudó con sus padres, el doctor Adolf Goldbaum y su esposa Bronislava Gruenfeld, de Łódź, a Fráncfort del Meno, donde estudió en el instituto Lessing. Posteriormente estudió Derecho en Berlín y Múnich y, en 1906, hizo el doctorado en Marburg.
En 1909 comenzó su carrera como abogado en Berlín, dedicándose principalmente al derecho de autor. También participó en obras de teatro de Erwin Piscator y Max Reinhardt.
Goldbaum fue secretario y síndico de la Asociación Alemana de Escritores y de la Asociación Alemana de Narradores.
Durante la Primera Guerra Mundial, de 1914 a 1918, sirvió a su país como soldado. Se casó con Marie Alexander-Katz, la hija del jurista Paul Alexander-Katz y tuvieron cinco hijos, entre ellos el director y productor de cine Peter Goldbaum.

## Processos importantes
En 1926 Goldbaum ganó el processo para Gerhart Hauptmann y Hugo von Hofmannsthal contra las estaciones de Radio de Berlín y Leipzig en la justicia del Reichsgericht para el derecho de distribución de sus obras. La corte siguió una teoría de distribución desarrollada de Wenzel Goldbaum él mismo.
Representando los herederos de August Strindberg contra la edición Hyperion Goldbaum ganó el caso antes del Reichsgericht utilizando los derechos de la personalidad en la ley de derechos del autor en el año 1921.
Goldbaum también influenció el desarrollo de la protección de títulos del autor. Así ganó los derechos de la novela de Èmile Zola "El Paraíso de las Damas" contra el título "Paraíso de la Mujer" y el título de la obra "Alt-Heidelberg" de Wilhelm Meyer-Förster contra "Jung -Heidelberg " en la justicia del distrito.
En el processo de tres sociedades de recaudación (GEMA, GTS y AKU) contra la compañía UFA el abocado Goldbaum consiguió que los cines tienen que pagar al compositor de música de la película porque esto no ha sido incluido en las reglas de los cines por el contrato con los producciones de la película.

## Emigración
Debido a la creciente persecución de los judíos, Goldbaum abandonó Berlín y Alemania en 1933 e inicialmente se estableció en París.
En 1936 emigró con su familia a Ecuador. Allí enseñó en las universidades de Quito y Guayaquil durante varios años y construyó su reputación como científico de derechos de autor de renombre internacional. En 1946 Goldbaum representó a Ecuador en la Conferencia Panamericana de Derecho de Autor en Washington. 

## Trabajo científico
Goldbaum ya había publicado varias monografías de tratados de derechos de autor antes de la Primera Guerra Mundial. Más obras y un libro de texto sobre los derechos de autor siguieron después de la guerra. En los años 20, también se ocupó de la ley de comercio justo y abogó con vehemencia por una ley de competencia relacionada con el bienestar general.
Después de su emigración y hasta su muerte, Goldbaum escribió numerosos artículos para revistas jurídicas, también en español, que trataban, entre otras cosas, de la legislación internacional de derechos de autor. Goldbaum se dio a conocer a través de las "Cartas de América Latina", que aparecieron en el órgano del Convenio de Berna, el "Droit d'auteur".
En 1956 se publicó un comentario sobre la Convención Mundial de Ginebra sobre Derecho de Autor de 1952, que entró en vigor en 1955 y que tenía por objeto establecer una protección mínima para los escritores de países extranjeros, pero que Goldbaum describió como completamente inadecuada.
A esto le siguieron en 1957 y 1959 las monografías "Schöpfung oder Leistung? Abwehr und Angriff" ("¿Creación o actuación? Defensa y ataque") y "Verfall und Auflösung der sogenannten Berner Union" ("Decadencia y Disolución de la llamada Unión de Berna") siguieron. El primero está dirigido contra el derecho de autor accesorio de los productores de fonogramas, los artistas intérpretes o ejecutantes, los productores de fonogramas y las empresas de radiodifusión. Estos derechos eran necesariamente a expensas del autor como creador de una obra. La Unión de Berna complicaría la protección internacional del derecho de autor.
Hacia el final de su vida, Goldbaum se interesó por la poesía sudamericana, especialmente la ecuatoriana, y la tradujo al alemán. En 1960 apareció en Alemania su traducción de viejos poemas españoles de Juan Ruiz.
En 1954 Goldbaum fue premiado con la Medalla Richard Strauss de GEMA. Murió el 15 de mayo de 1960 a la edad de 78 años en Lima. 

## Publicaciones (Selección)

### Monografías sobre derechos de autor
- Der Aufführungsvertrag (1912)
- Der Aufführungsagenturvertrag (1912)
- Theaterrecht (1914)
- Rechte und Pflichten der Schauspieler im geltenden Recht (1914)
- Filmverlagsrecht an drehreifen Büchern (1919)
- Urheberrecht und Urhebervertragrecht (1922, 3. Aufl. 1961)
- Schöpfung oder Leistung? Abwehr und Angriff (1957)
- Verfall und Auflösung der sogenannten Berner Union (1959)

### Dramas
- Die Ehe-Olympiaden (1906)
- Die Wahl (1908)
- Das Hindernis (1910)
- Mutter (1913)
- Medizin (1914)
- Die leeren Hände (1920)
- Zürich 1917 (1928)
- 1914 (1930)

### Poesías
- Westen und Osten (1898)
- Fruchtschale (antología de poesías ecuadorianas, traductor y editor)
- Über der Steppe die Palme (1949, antología de poesías, traductor y editor)

### Novelas
- Schlacken (1921)
- Vor der Rampe (1923)